# Andrei Karpach
Andrei Karpach (en biélorusse : Андрэй Карпач, né le 6 juin 1994) est un lutteur biélorusse, spécialiste de lutte libre.
Il remporte une médaille de bronze dans la catégorie des moins de 74 kg lors des Championnats d'Europe 2018.